# Thy Art Is Murder
I Thy Art Is Murder sono un gruppo musicale australiano formatosi a Blacktown nel 2006.

## Storia

### Primi anni (2006-2008)
I Thy Art is Murder si formano nel 2006 a Blacktown,una città a sud-ovest di Sydney,nel Nuovo Galles del Sud,in Australia.La band originariamente è composta dal vocalist Brendan van Ryn,dai due chitarristi Gary Markowski e Sean Delander,dal batterista Lee Stanton e dal bassista Josh King.La band,spinta anche dall'entusiasmo dei fans della scena deathcore,pubblica il primo demo intitolato "This Hole Isn't Deep Enough for the Twelve of You".Nel 2008 pubblicano invece l'EP "Infinite Death",che diede loro un'attenzione maggiore anche a causa dei titoli delle canzoni e dei testi scritti da Brendan Van Ryn,ritenuti sacrileghi e misogini (in un'intervista del 2017 CJ McMahon ha spiegato che questo è uno dei motivi per cui non suonano più live brani tratti dall'EP). L'EP raggiunge comunque la top-10 delle chart indipendenti australiane.
Nel 2008,dopo due anni interi passati in tour in Australia,viene annunciato che la band si separerà dal cantante Brendan Van Ryn per differenze artistiche e per la sua incapacità a conciliarsi con il sound death metal della band in evoluzione,ma in seguito verrà detto che la band si è separata da Van Ryn perché "non riusciva più a cantare e aveva un enorme problema di attitudine".

### L'ingresso del cantante CJ McMahon e il primo albumThe Adversary(2009-2010)
Nel 2009 la band trovò il cantante Chris John "CJ" McMahon proveniente della band metalcore di Sydney "Vegas in Ruins";La band rimase impressionata dal suo death growl,e McMahon entrò a far parte della band durante il 2009.Il bassista Josh King viene rimpiazzato da Mick Lowe poco prima dell'inizio della scrittura dei pezzi per il loro primo album in studoo The Adversar. Le loro demo del 2009 includevano versioni primitive di canzoni come Engineering the Antichrist e Cowards Throne.
Nel 2010 il gruppo comincia le registrazioni per l'album concluse nell'estate dello stesso anno (l'album viene pubblicato il 16 luglio del 2010).La band promuove l'album con un tour assieme ai Despised Icon,durante il tour di addio di quest'ultimi,e assieme alla band australiana The Red Shore.

### HateeHoly War(2011-2014)
Il 2011 vede la band subire cambi di formazione:Il chitarrista principale e membro fondatore Gary Markowski lascia la band, Sean Delander decise di passare al basso per lasciare Andy Marsh e Tom Brown il ruolo di chitarristi.
Nel 2012 la band va in tour con i War from a Harlots Mouth e gli As Blood Runs Black. Durante il tour australiano con i Fear Factory, a settembre 2012, uscì il singolo Reign of Darkness, che venne lanciato in anteprima assoluta il 18 settembre sulla radio australiana alternativa Triple J. Questo singolo fa parte del secondo album Hate, che verrà pubblicato il 19 ottobre 2012. L'album debuttò al 35º posto nelle classifiche australiane, rendendo i Thy Art Is Murder il primo gruppo di metal estremo a entrare nella Top 40. Hate raggiunse anche la posizione numero 1 nella classifica australiana di musica indipendente. La risposta della critica riguardo l'album però è divisa: Kevin Stewart-Panko di Decibel Magazine dà il voto di 1 su 10 all'album per mancanza di originalità.
Nel gennaio 2013 la band viene invitata a suonare al Big Day Out festival di Sydney, diventando la seconda band della scena metal estrema a suonare al festival dopo i Blood Duster nel 2004. Il 24 gennaio i Thy Art Is Murder firmano con la Nuclear Blast per la distribuzione di Hate fuori dall'Australia, segue un tour europeo a febbraio e marzo. Il 13 marzo 2013 la radio Triple J annuncia che i Thy Art Is Murder saranno gli headliner per l'Hate Across Australia Tour assieme a Cattle Decapitation, King Parrot e Aversions Crown. L'11 aprile 2013 la Sumerian Records annuncia che i Thy Art Is Murder hanno perso il ruolo di band di supporto per l'annuale Summer Slaughter Tour: alla notizia fanno eco delle controversie, date dal fatto che la band deathcore statunitense Rings of Saturn aveva vinto il poll di votazione dei fan per solamente uno scarto dell'1%. Gli organizzatori decidono poi di fare partecipare entrambe le band. Il 17 giugno 2013 la band è di supporto ai Parkway Drive durante il loro tour australiano per i dieci anni della band, il 10 Years of Parkway Drive Tour. Lo stesso giorno la band perde contro gli scozzesi Bleed from Within ai Metal Hammer Golden Gods Awards, nell'occasione dei quali erano stati nominati come "Migliore band esordiente". Il 15 ottobre vengono nominati nella categoria Best Hard Rock/Heavy Metal per gli ARIA Awards 2013, perdendo contro i Karnivool. Durante i mesi di novembre e dicembre 2013 la band è in tour come headliner per la seconda volta in carriera durante l’Hate Across America Tour, supportati da I Declare War, Fit for an Autopsy, The Last Ten Seconds of Life e Kublai Khan, ottenendo il tutto esaurito in diverse date. 
Nel gennaio e febbraio 2014 la band si esibisce da headliner durante un tour europeo con diverse date da tutto esaurito, assieme a Heart of a Coward, Aversions Crown and Aegaeon. Viene in seguito annunciata la loro presenza al Download Festival del 2014. Sul finire di febbraio 2014 la band compare su numerose testate giornalistiche australiane a seguito delle dichiarazioni di McMahon rivolte ai fan, spinti a raggiungere il palco durante il loro spettacolo a Brisbane per il Soundwave Festival. Il promoter del festival AJ Maddah però, con un tweet, escluse la band dal resto del tour dando loro "dei pezzi di merda senza rispetto" sostenendo che McMahon avesse detto al pubblico: “Voi siete a migliaia, gli uomini della sicurezza solo poche dozzine. Distruggeteli. Venite tutti sul palco!”. In seguito, materiale audio e video di alcuni fan pubblicato su YouTube dimostrerà come la versione di Maddah sul discorso di McMahon fosse in realtà stata esagerata rispetto a quanto realmente accaduto. Lochlan Watt, ospite della radio alternativa Triple J e che aveva partecipato allo show, prese le difese della band dicendo che la questione era stata decisamente esagerata e sproporzionata. Infatti, assicurò che il clima durante il concerto era di “eccitamento e divertimento” e che il linguaggio scurrile della band era del tutto normale ai concerti metal, e che le parole di McMahon erano chiaramente da non prendere in senso letterale.Il giorno seguente sia la band che il promoter annunciano che la band può continuare a suonare per il resto del tour. McMahon in seguito commenterà: “Sono solo tutte stronzate.Volevo solo la partecipazione della folla, volevo gente che cercasse di raggiungerci sul palco e avere uno spettacolo pazzesco. Tuttavia, AJ Maddah alla fine ha solo fatto quello che ha ritenuto giusto in base a quello che gli era stato detto”, e che 'l'incidente' ha fornito pubblicità gratuita alla band e visibilità nelle notizie”, e che quindi ha aiutato la band invece di ostacolarla”. La band in seguito annunciò la sua partecipazione per il Mosh Lives Tour capitanato dagli Emmure, nel marzo e aprile 2014, negli Stati Uniti. Sempre nel mese di aprile 2014 i Thy Art Is Murder sono headliner per un piccolo tour canadese con gli Sworn In e suonano al New England Metal and Hardcore Festival. Lo stesso anno il gruppo australiano prese parte al Summer Slaughter. Nel novembre 2014, in Nord America, la band partecipò al Tomorrow We Die Alive Tour dei Born of Osiris, assieme a ERRA, Within the Ruins e Betraying the Martyrs.

### Holy War,Dear DesolationeHuman Target(2015-2022)
Il 31 marzo del 2015 la band annuncia il titolo del terzo album della band Holy War, aggiungendo che sarebbe stato pubblicato in Nord America il 30 giugno 2015 tramite l'etichetta Nuclear Blast. L'album, registrato in segreto durante l'inverno, è stato prodotto da Will Putney.Assieme ad altre band il gruppo australiano funge da supporto per gli Slayer durante il Mayhem Festival del 2015. Il nuovo album Holy War ha un'ottima prima settimana di vendite, classificandosi in 7ª posizione nella classifica australiana e 82ª in quella statunitense. Tra il 2015 e il 2016 la band supporta il tour mondiale dei Parkway Drive per l'album IRE. Il 21 dicembre 2015 la band annuncia l'uscita del cantante CJ McMahon, che decise di lasciare la band per concentrarsi sulla famiglia e per la sua impossibilità finanziaria di continuare ad affrontare tour internazionali.
Dopo alcuni teaser comparsi il 1º luglio 2016, la band conferma la collaborazione a uno split album intitolato The Depression Sessions, con le band deathcore Fit for an Autopsy e The Acacia Strain e pubblicato solo in vinile. Lo stesso giorno il gruppo pubblica in esclusiva un video per la canzone They Will Know Another, mentre nel 2016 il chitarrista Sean Delander sostituisce Tom Searle per il tour australiano degli Architects.
Il 14 gennaio del 2017 l'ex cantante McMahon raggiunge nuovamente la band sul palco durante l'Unify Festival a Tarwin Meadows, Victoria, dove conferma il suo ritorno nella band affermando: "Ero un drogato, un musicista squattrinato, e avevo dei fottuti problemi da risolvere. Mi sono sposato, ho fatto una fottuta ricerca dell'anima, e adesso sono qua di nuovo a prendere il controllo del mondo con i miei fottuti fratelli. Nella celebrazione di me che torno nella band per raggiungere i miei fratelli nel dominio del mondo, ho bisogno che voi vi divertiate con noi". Col ritorno del cantante McMahon la band pubblicò il quarto album Dear Desolation, uscito il 18 agosto del 2017, e pianifica un nuovo split EP a seguito di The Depression Sessions. 
Il 26 luglio 2019 la band pubblicò il suo quinto album dal titolo Human Target. Il 30 settembre 2019 la band annunciò sul suo profilo Instagram che il batterista Lee Stanton non ha registrato le parti di batteria per Human Target e non farà più parte della band a causa di problematiche personali, quindi per la registrazione dell'album e dei tour successivi la band aveva ingaggiato Jesse Beahler (ex membro dei Black Crown Initiate, dei Jungle Rot e dei Rings of Saturn).

### Licenziamento di McMahon, entrata di Miller eGodlike(2023-presente)
Il 23 settembre 2023 la band comunicò la separazione dal cantante Chris “CJ” McMahon dopo che quest’ultimo, un mese prima, aveva cancellato i suoi profili social media a causa della reazione negativa ricevuta per aver pubblicato un commento transfobico su Instagram. Il giorno successivo, gli altri membri della band pubblicarono un post su Instagram in solidarietà alla comunità trans, dichiarando: "Mettendo le cose in chiaro, siamo con voi", e hanno successivamente dichiarato che il licenziamento di McMahon è stato la conseguenza non solo delle sue ultime azioni sui social, ma anche di altre incomprensioni e controversie che già da tempo avevano rovinato il rapporto tra il cantante e gli altri componenti del gruppo. La band ha anche rivelato che la voce di McMahon e i suoi crediti erano stati rimossi dal nuovo album, Godlike, uscito nel settembre 2023, con il sostituto di McMahon che ha riregistrato la voce sul nuovo album prima della pubblicazione. Il 27 settembre la band ha presentato il nuovo cantante, Tyler Miller degli Aversions Crown.

## Stile musicale
I Thy Art Is Murder suonano un genere comunemente noto come deathcore, una forma di metal estremo che mette insieme il death metal e il metalcore. Nella loro musica è frequente l'uso di breakdown, blast beat, riff potenti, scale di chitarra e assoli dissonanti. Le produzioni con Brendan van Ryn si presentavano con un cantato tipico per il deathcore, caratterizzato da scream molto alti e voce growl bassa. Anche i brani con McMahon presentano entrambi gli stili vocali (cosa che si nota soprattutto nell'album Hate), ma negli ultimi album predomina il death growl, nonostante nei live McMahon alterni ancora voci alte e voci basse. L'ex vocalist CJ McMahon ha menzionato in diverse interviste le influenze della band, sostenendo che i membri individualmente hanno influenze e preferenze differenti, ma che tutti condividono l'influenza di gruppi come Decapitated, Meshuggah e Behemoth. La band in particolare cita i Behemoth come uno dei gruppi di maggiore influenza, a cui McMahon fa riferimento come "la migliore band sul pianeta". Il chitarrista Andy Marsh ha detto: "Siamo grandi fan di musica che può evocare un sentimento o un umore, ma spesso questa musica non è molto aggressiva o pesante. I Behemoth sono sorprendenti nel cogliere questa sinergia nel modo giusto, ed è questo loro ethos che ci ispira".

### Tematiche e posizioni
I Thy Art Is Murder trattano temi delicati, attuali e talvolta controversi. Oltre alle già citate tematiche dei primi album con van Ryn, l'album Hate esprime il loro disprezzo nei confronti della religione, posizione che si rivede anche nel successivo Holy War, un album che, come si percepisce dal titolo, tratta temi anti-religiosi e contro l'estremismo, dove i Thy Art Is Murder esprimono il loro disappunto verso tutto ciò che viene considerato sacro. L'album tratta inoltre vari altri temi, come l'avarizia dell'uomo o la guerra. Riemerge poi il loro disprezzo verso la religione anche nel successivo album, Dear Desolation (The Son of Misery e Puppet Master ne sono esempi), ma l'album spazia su diversi temi. Ricorrenti sono anche le posizioni ambientaliste e sulla liberazione animale di alcuni membri della band, e in particolare del chitarrista Andy Marsh (le canzoni They Will Know Another e Fur And Claw ne sono due esempi).

## Formazione

### Formazione attuale
- Sean Delander – chitarra solista (2006-2010, 2014-presente), basso (2010-2014)
- Andy Marsh – chitarra ritmica (2010-presente)
- Kevin Butler – basso (2015-presente)
- Jesse Beahler –  batteria (2019-presente)
- Tyler Miller – voce (2023-presente)

### Ex componenti
- Brendan van Ryn – voce (2006-2008)
- Josh King – basso (2006-2009)
- Gary Markowski – chitarra ritmica (2006-2011)
- Mick Lowe – basso (2009-2010)
- Tom Brown – chitarra ritmica (2011-2013)
- Lee Stanton – batteria, percussioni (2006-2019)
- Chris "CJ" McMahon – voce (2009-2015, 2017-2023)

### Turnisti
- Nick Arthur – voce (2015-2017)
- Jesse Beahler – batteria (2015)
- Wes Hauch – chitarra ritmica (2014)
- Roman Koester – chitarra ritmica (2013-2014)

## Discografia

### Album in studio
- 2010 – The Adversary
- 2012 – Hate
- 2015 – Holy War
- 2017 – Dear Desolation
- 2019 – Human Target
- 2023 – Godlike

### EP
- 2008 – Infinite Death

### Demo
- 2007 – This Hole Isn't Deep Enough for the Twelve of You